# اندیرلینگن
اندیرلینگن (به آلمانی: Anderlingen) یک شهر در آلمان است که در نیدرزاکسن واقع شده‌است.

## خصوصیات
اندیرلینگن ۳۵٫۶۷ کیلومترمربع مساحت دارد ۱۸ متر بالاتر از سطح دریا واقع شده‌است.